# Ifenprodil
Ifenprodil là một chất ức chế thụ thể NMDA, đặc biệt là các GluN1 (tiểu đơn vị thụ thể NMDA gắn với glycine 1) và GluN2  (tiểu đơn vị thụ thể NMDA gắn glutamate 2). Ngoài ra, ifenprodil ức chế các kênh GIRK và tương tác với các thụ thể alpha1 adrenergic, serotonin và sigma.
Thụ thể NMDA là thụ thể ionotropic glutamate multimeric bao gồm bốn tiểu đơn vị. GlamN1 là bắt buộc cho biểu hiện chức năng. Các tiểu đơn vị khác bao gồm GlamN2A, GlamN2B và các tiểu đơn vị GlamN3 được phát hiện gần đây. Ifenprodil chọn lọc chặn các thụ thể NMDA có chứa tiểu đơn vị GlamN2B.